# Synaptola nitidipenne
Synaptola nitidipenne är en skalbaggsart. Synaptola nitidipenne ingår i släktet Synaptola och familjen långhorningar.

## Underarter
Arten delas in i följande underarter:
- S. n. nitidipenne
- S. n. tuberculicollis